# James Rempe
James Rempe (auch Jim Rempe; * 4. November 1947 in Scranton, Pennsylvania) ist ein US-amerikanischer Poolbillardspieler.
Rempe begann mit sechs Jahren mit dem Billard; Profi wurde er im Alter von 22 Jahren. Im Laufe seiner Karriere gewann er elf Weltmeisterschaften und über 100 Turniere in verschiedenen Poolbillard-Disziplinen. Er ist zudem Sieger der World Pool League 1998 & 1999. Seit 2002 ist er Mitglied der Hall of Fame des Billiard Congress of America.
Er vertrat die USA dreimal beim Mosconi Cup, zuletzt im Jahre 1999. Sein Spitzname in der Billardszene ist King James.
Von 1985 bis 1991 nahm Rempe am Profispielbetrieb im Snooker teil. Sein bestes Ergebnis erzielte er mit dem Erreichen der Runde der Letzten 64 während der Snookerweltmeisterschaft 1987. Dort verlor er gegen Rekordweltmeister Stephen Hendry mit 4:10. In der Snookerweltrangliste erreichte Rempe mit Platz 101 im Jahre 1987 seine Höchstplatzierung.

## Einzelnachweis/Hinweise
1. ↑   Hinweis: engl. Wikipedia sagt im Alter von 22 – das kann 1969 oder 1970 sein

| Personendaten    | Personendaten                        |
| ---------------- | ------------------------------------ |
| NAME             | Rempe, James                         |
| ALTERNATIVNAMEN  | Rempe, Jim                           |
| KURZBESCHREIBUNG | US-amerikanischer Poolbillardspieler |
| GEBURTSDATUM     | 4. November 1947                     |
| GEBURTSORT       | Scranton (Pennsylvania)              |